# La Guerre des mondes (mini-série)
Pour les articles homonymes, voir La Guerre des mondes (homonymie).
Cet article concerne la minisérie de 2019. Pour la série de 2019, voir La Guerre des mondes (série télévisée).
La Guerre des mondes (The War of the Worlds) est une mini-série britannique en trois épisodes de 42 minutes créée par Craig Viveiros (en) et diffusée avant tout au Canada en anglais du 6 au 20 octobre 2019 sur T+E en français du 30 novembre au 14 décembre 2019 sur ICI Radio-Canada, puis une date indéterminée sur la BBC. Il s'agit d'une nouvelle adaptation du roman éponyme de H. G. Wells (1898).
Elle a été acquise et diffusée le 30 décembre 2019 en France sur TF1. Cette série reste inédite dans les autres pays francophones.

## Synopsis
À Londres, en 1905, à l'époque du roi Édouard VII, George a quitté sa femme et tente de commencer une nouvelle vie commune avec Amy. Mais la vie quotidienne est interrompue par des météorites qui s'écrasent sur Terre. Celles-ci sont en réalité des sphères extraterrestres venant de Mars. Finalement, des tripodes géants sortent de terre en détruisant tout sur leur passage, tuant les humains et crachant une fumée noire dévastatrice. L'invasion martienne a commencé.

## Distribution

### Acteurs principaux
- Eleanor Tomlinson (VF : Noémie Orphelin) : Amy
- Rafe Spall (VF : Pierre Tessier) : George
- Rupert Graves (VF : Christian Gonon) : Frederick
- Nicholas Le Prevost (VF : Philippe Catoire) : Chamberlain
- Harry Melling : Artilleryman
- Jonathan Aris (VF : Patrick Osmond) : Priest
- Robert Carlyle (VF : Boris Rehlinger) : Ogilvy

### Acteurs secondaires
- Charlie De'Ath : Greaves
- Joey Batey : Henderson
- Freya Allan : Mary
- Daniel Cerqueira : Stent
- Aisling Jarrett-Gavin : Lucy
- Woody Norman : George Jr.
- Reid Anderson : Stall Holder

## Production

### Tournage

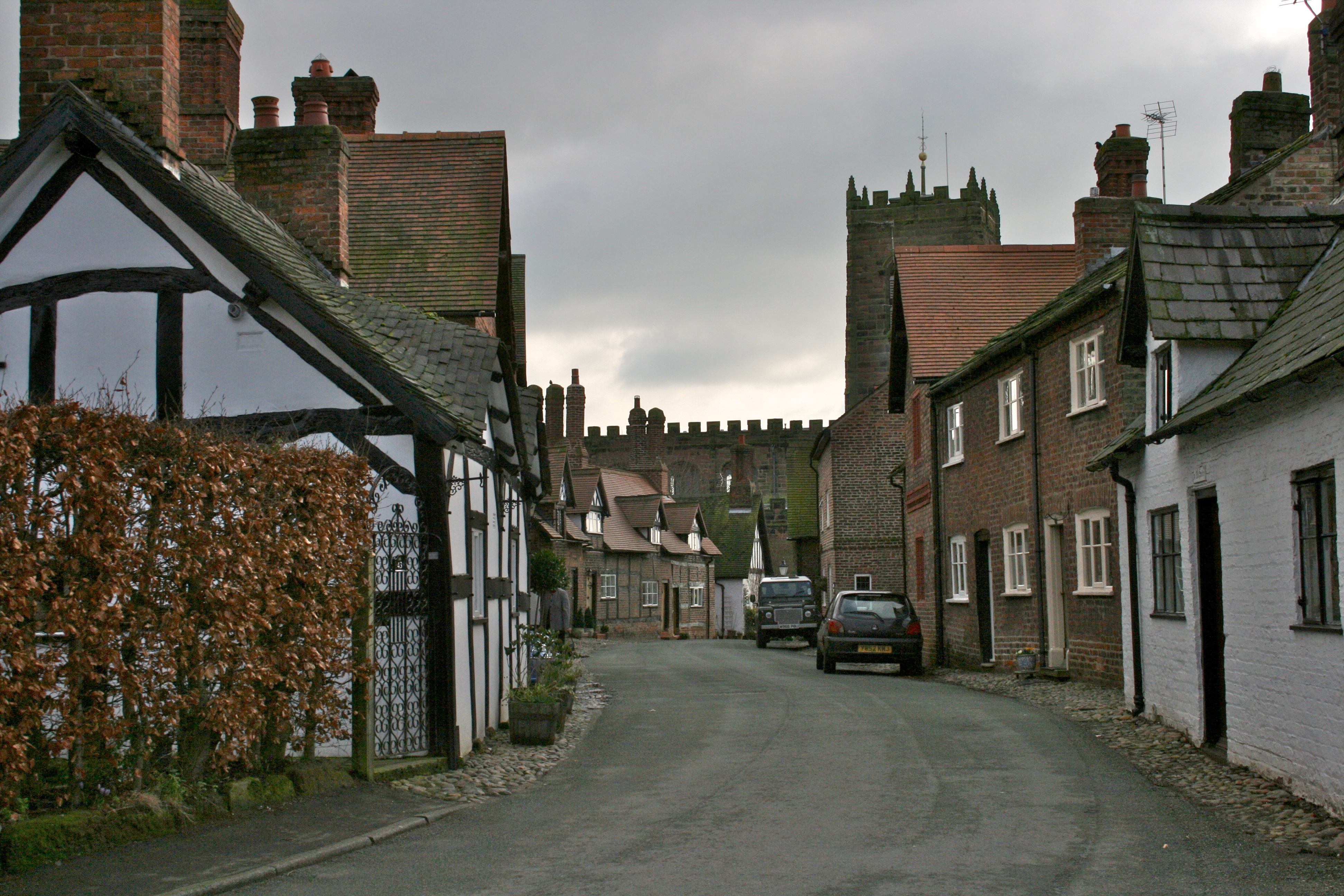
Le village de Great Budworth, où vivent Eleonor et George avant l’invasion extraterrestre.

Le tournage débute en avril 2018 à Liverpool, précisément à la St. George's Hall pour le plateau et la façade, à Eldon Grove, à l’intérieur de Vauxhall — où les bâtiments sont utilisés comme décors londoniens, dans la Sir Thomas Street, dans la Dale Street, dans les bois d’Ainsdale, dans la forêt de Delamere, dans le village de Great Budworth dans le conté de Cheshire, la Palm House et le Croxteth Hall Le tournage s’achève en mai 2019.

### Fiche technique
Sauf indication contraire, les informations mentionnées dans cette section peuvent être confirmées par la base de données cinématographiques IMDb,  présente dans la section « Liens externes ».
- Titre original : The War of the Worlds
- Titre français : La Guerre des mondes
- Réalisation : Craig Viveiros (en)
- Scénario : Peter Harness, d’après le roman homonyme de H. G. Wells (1898)
- Casting : Karen Lindsay-Stewart
- Direction artistique : Sam Stokes et Dean McLeod
- Décors : Pat Campbell
- Costumes : Howard Burden
- Photographie : James Friend
- Montage : Adam Bosman	et Josh Mallalieu
- Musique : Russ Davies
- Production : Betsan Morris Evans

Production déléguée : Tommy Bulfin, Peter Harness, Minglu Ma, Preethi Mavahalli, Emily Russell, Damien Timmer, Craig Viveiros et Jamie Brown
- Sociétés de production : Mammoth Screen ; British Broadcasting Corporation (BBC) et Creasun Media American (coproductions)
- Sociétés de distribution : BBC One (Royaume-Uni) ; ICI Radio-Canada (Québec) et TF1 (France)
- Pays d’origine :  Royaume-Uni
- Langue originale : anglais
- Format : couleur
- Genre : science-fiction
- Durée : 3 x 42 minutes
- Dates de diffusion :
  - 6 octobre 2019 sur BBC One
  - 30 novembre 2019 sur ICI Radio-Canada
  - 30 décembre 2019 sur TF1